# Cerkiew św. Mikołaja i św. Aleksandry w Nicei
Cerkiew św. Mikołaja i św. Aleksandry – cerkiew prawosławna w Nicei, wzniesiona w 1859. Jest siedzibą parafii w jurysdykcji Rumuńskiego Kościoła Prawosławnego.

## Historia
Powstanie cerkwi było związane z liczebnym wzrostem Rosjan mieszkających na stałe bądź regularnie przyjeżdżających do Nicei – w II połowie XIX wieku było to ok. 150 arystokratycznych rodzin prawosławnych. W 1856 caryca Aleksandra Fiodorowna ogłosiła zbiókę pieniędzy na budowę w Nicei wolnostojącej cerkwi i sama ufundowała dębowy ikonostas wykonany przez N. Wasiliewa. 
Cerkiew została wybudowana według projektu Aleksandra Kudinowa i poświęcona 31 grudnia 1859. W uroczystościach brała udział Maria Nikołajewna Romanowa, córka Mikołaja I i księżna badeńska, jak również dyplomaci rosyjscy pracujący we Francji. Od 1860 w cerkwi zaczęły się regularne nabożeństwa, jednak już po kilku latach budynek okazał się za mały. W związku z tym podjęte zostały starania o budowę drugiej cerkwi w Nicei, których owocem było wzniesienie soboru św. Mikołaja. 
Obecnie cerkiew jest świątynią parafii św. Mikołaja i św. Aleksandry. 

## Architektura
Cerkiew wzniesiona jest w stylu bizantyjskim. Wejście do niej prowadzi przez portal z pilastrami korynckimi i tympanonem. W centrum fasady znajdują się trzy półkoliste okna z obramowaniami, wypełnione witrażami z motywem krzyża prawosławnego. Powyżej znajduje się tondo z postacią Chrystusa Pantokratora oraz dwa freski z wizerunkami patronów świątyni. Poniżej nich umieszczone zostały rzędy korynckich pilastrów, umieszczone po dwa obok siebie. Całość jest zwieńczona złoconym krzyżem.
We wnętrzu zespół ikon napisanych przez petersburskiego artystę Wasiliewa, w tym największe wizerunki św. Aleksandra Newskiego i św. Marii Magdaleny. W wyposażeniu budynku wiele przedmiotów liturgicznych podarowanych przez rodzinę carską.